# Mongolismo
Os termos médicos obsoletos "mongolismo" e "idiotice mongol" referiam-se a um tipo específico de deficiência intelectual, associado à doença genética hoje conhecida como síndrome de Down. O termo obsoleto para uma pessoa com essa síndrome era "idiota mongol".
No século XXI, esses termos não são mais usados como terminologia médica, considerados uma descrição inaceitável, ofensiva e enganosa das pessoas com síndrome de Down. A mudança de terminologia foi motivada por especialistas científicos e médicos, bem como por pessoas de ascendência asiática, incluindo as da Mongólia.
O termo autônomo “idiota” tem um histórico semelhante de mudança de significado e conotação.

## “Idiota” como um termo técnico antigo
Embora o termo “idiota” não seja, atualmente, usado em um contexto médico, jurídico ou psiquiátrico, significando uma pessoa estúpida ou tola, o termo tinha significado anteriormente como um termo técnico usado em contextos jurídicos e psiquiátricos para algum tipo de deficiência intelectual profunda, em que a idade mental [en] da pessoa com deficiência era considerada de dois anos ou menos. Juntamente com termos como “imbecil” e “cretino”, “idiota” se tornou uma descrição arcaica da capacidade mental dispensada em termos jurídicos, médicos e psiquiátricos.

## História
John Langdon Haydon Down caracterizou pela primeira vez o que hoje é conhecido como síndrome de Down como uma forma distinta de deficiência intelectual em 1862, e em um relatório mais amplamente publicado em 1866. Devido à sua percepção de que essas crianças compartilhavam semelhanças faciais com as populações que o médico alemão Johann Friedrich Blumenbach descreveu como a “raça mongol”, Down usou o termo “mongoloide” em sua caracterização desses pacientes.
O termo continuou sendo usado no século XX. Um estudo publicado em 1908 por W. Bertram Hill foi intitulado Mongolism and its Pathology (Mongolismo e sua Patologia). O termo “mongolismo” foi usado pelo psiquiatra e geneticista inglês Lionel Penrose em 1961.
Francis Graham Crookshank [en] publicou um livro pseudocientífico em 1924 chamado The Mongol in our Midst [en], que sugeria que a síndrome se devia a traços genéticos herdados literalmente das raças "mongolóides".
A banda de rock Devo lançou uma música intitulada “Mongoloid” em 1977, descrevendo um homem com síndrome de Down.

## Depreciação do termo
Em 1961, especialistas em genética escreveram uma carta conjunta para a revista médica The Lancet que dizia o seguinte:
Há muito tempo se reconhece que os termos "idiotice mongol", "mongolismo", "mongoloide" etc., aplicados a um tipo específico de deficiência intelectual, têm conotações enganosas. A importância dessa anomalia entre os europeus e seus descendentes não está relacionada à segregação de genes derivados de asiáticos; seu aparecimento entre membros de populações asiáticas sugere designações ambíguas como “mongoloide”; a crescente participação de chineses e japoneses na investigação da condição impõe a eles o uso de um termo embaraçoso. Pedimos, portanto, que as expressões que implicam um aspecto racial da doença não sejam mais usadas. Alguns dos abaixo-assinados estão inclinados a substituir o termo "mongolismo" por designações como “Anomalia de Langdon Down”, “Síndrome ou Anomalia de Down” ou “Acromicria Congênita”. Muitos de nós acreditam que este é o momento apropriado para introduzir o termo “Anomalia da Trissomia do cromossomo 21”, que incluiria casos de trissomia simples e translocações. Espera-se que um acordo sobre uma frase específica se cristalize em breve, uma vez que o termo “mongolismo” tenha sido abandonado.
Em 1965, a OMS resolveu abandonar o termo a pedido da República Popular da Mongólia. Apesar de décadas de inação para mudar o termo e de resistência ao seu abandono, o termo começou a desaparecer do uso, em favor de seus substitutos, síndrome de Down e transtorno de Trissomia 21.
No entanto, o termo “idiotice mongol” foi relatado como continuando em uso pelo menos 15 anos após a decisão da OMS de abandoná-lo; em seu livro The Panda's Thumb, publicado em 1980, o paleontólogo Stephen Jay Gould relatou que o termo “mongolismo” ainda era comumente usado nos Estados Unidos, apesar de ser “difamatório” e “errado em todos os aspectos”.